# 'Round About Midnight
'Round About Midnight — альбом джазового трубача Майлза Девіса, вперше випущений лейблом Columbia Records у березні 1957-го. Це був перший альбом Девіса для Columbia.

## Передумови
На джазовому фестивалі в Ньюпорті в 1955 році Девіс виконав пісню «'Round Midnight» в рамках зіркового джем-сейшену з композитором пісні Телоніусом Монком, а також Конні Кей і Персі Гітом з Modern Jazz Quartet, Зутом Сімсом і Джеррі Малліганом. Соло Девіса було позитивно сприйнято багатьма шанувальниками джазу та критиками. Його реакція на цей виступ була типово лаконічною: «Про що вони говорять? Я просто грав так, як завжди граю». Джордж Авакян з Columbia Records був у залі, і його брат Арам переконав його, що варто підписати контракт з Девісом.
Девіс підписав контракт з лейблом Columbia і сформував свій «перший великий квінтет» з Джоном Колтрейном на саксофоні. 'Round About Midnight став його першим альбомом для лейблу. Він все ще був з контрактом Prestige, але у нього була домовленість, що він зможе записати матеріал для Columbia, який буде випущений після закінчення його контракту з Prestige. Запис проходив на студіях Columbia; перша сесія відбулася 26 жовтня 1955 року в студії D, під час якої був записаний трек «Ah-Leu-Cha» з трьома номерами, які не увійшли до альбому. Це перший студійний запис квінтету. Решта альбому була записана під час сесій 5 червня 1956 року («Dear Old Stockholm», «Bye Bye Blackbird» і «Tadd's Delight») і 10 вересня 1956 року («All of You» і заголовна «'Round Midnight») в студії Колумбійського університету на 30-й вулиці. У цей же період квінтет Майлза Девіса також записував сесії на виконання контракту з Prestige.

## Перевидання
17 квітня 2001 року Sony перевидала альбом на компакт-диску для свого лейблу Columbia/Legacy з 24-бітним аудіоремастерингом і чотирма раніше виданими бонус-треками з перших сесій. «Budo» була випущена як частина альбому-антології 1957 року на лейблі Columbia, Jazz Omnibus, а «Sweet Sue, Just You» увійшла до альбому Леонарда Бернстайна 1956 року, який пояснював джаз класичній аудиторії, What Is Jazz. Дводискове перевидання від 14 червня 2005 року включало перевидання 2001 року з другим диском, що містив виступ Девіса на Ньюпортському джазовому фестивалі 1955 року з «'Round Midnight», а також запис виступу квінтету на Тихоокеанському джазовому фестивалі 1956 року. Вперше ньюпортський трек було видано роком раніше року на компіляції Happy Birthday Newport: 50 Swinging Years!

## Відгуки критиків
У своїй п'ятизірковій рецензії в журналі DownBeat від 16 травня 1957 року Ральф Дж. Глісон назвав альбом «сучасним джазом, задуманим і виконаним у найкращому стилі». Ральф Бертон з The Record Changer назвав альбом «ортодоксальним, середньостатистичним консервативним прогресивним джазом». The Penguin Guide to Jazz сказав, що він «звучить як примітка» до контрактних сесій Prestige (Miles, Relaxin, Workin, Steamin і Cookin), і що «матеріал чудовий, але чомусь не справляє такого враження, як записи Prestige». Боб Раш з Cadence писав: «Все, що стосується цієї дати, від чорно-білої обкладинки, відмитої червоним кольором, з Майлзом Девісом, який замислено сидить у темних окулярах, до виступів, — все є класичним. Не дивно, що ретельна упаковка і вишуканий артистизм створили легенду і, в даному випадку, один з найважливіших записів в історії записаної музики».

## Трек-лист

### Оригінальне видання
| Сторона 1 | Сторона 1         | Сторона 1                                  | Сторона 1  |
| #         | Назва             | Автор музики                               | Тривалість |
| --------- | ----------------- | ------------------------------------------ | ---------- |
| 1.        | «'Round Midnight» | Телоніус Монк, Берні Ханіген, Куті Вільямс | 5:58       |
| 2.        | «Ah-Leu-Cha»      | Чарлі Паркер                               | 5:53       |
| 3.        | «All of You»      | Коул Портер                                | 7:03       |

| Сторона 2 | Сторона 2            | Сторона 2                           | Сторона 2  |
| #         | Назва                | Автор музики                        | Тривалість |
| --------- | -------------------- | ----------------------------------- | ---------- |
| 1.        | «Bye Bye Blackbird»  | Морт Діксон, Рей Хендерсон          | 7:57       |
| 2.        | «Tadd's Delight»     | Тед Демерон                         | 4:29       |
| 3.        | «Dear Old Stockholm» | Традиційна, аранжування - Стен Гетц | 7:52       |

### 2001 бонусні треки
| #   | Назва                                                 | Автор музики                | Тривалість |
| --- | ----------------------------------------------------- | --------------------------- | ---------- |
| 7.  | «Two Bass Hit» (раніше видані на Circle in the Round) | Джон Льюїс, Діззі Гіллеспі  | 3:45       |
| 8.  | «Little Melonae» (раніше видані на Basic Miles)       | Джекі Маклін                | 7:22       |
| 9.  | «Budo» (раніше видані на Jazz Omnibus)                | Бад Павелл, Майлз Девіс     | 4:17       |
| 10. | «Sweet Sue, Just You» (раніше видані на What Is Jazz) | Вілл Дж. Гарріс, Віктор Янг | 3:40       |

### Ювілейне видання 2005 року, бонусний диск
- Всі треки були записані наживо на Тихоокеанському джазовому фестивалі, у Pasadena Civic Auditorium, 18 лютого 1956 року, за винятком випадків, коли вказано інше.

| #  | Назва                                                                            | Автор музики                       | Тривалість |
| -- | -------------------------------------------------------------------------------- | ---------------------------------- | ---------- |
| 1. | «'Round Midnight» (наживо на джазовому фестивалі в Ньюпорті, 17 липня 1955 року) | Монк, Ханіген, Вільямс             | 6:00       |
| 2. | «Introduction by Gene Norman»                                                    |                                    | 1:36       |
| 3. | «Chance It (aka Max Making Wax)»                                                 | Оскар Петтіфорд                    | 4:33       |
| 4. | «Walkin'»                                                                        | Річард Карпентер                   | 10:02      |
| 5. | «Dialogue by Gene Norman and Miles Davis»                                        |                                    | 0:27       |
| 6. | «It Never Entered My Mind»                                                       | Річард Чарльз Роджерс, Лоренц Харт | 5:18       |
| 7. | «Woody 'n' You»                                                                  | Гіллеспі                           | 5:46       |
| 8. | «Salt Peanuts»                                                                   | Гіллеспі, Кенні Кларк              | 4:33       |
| 9. | «Closing Theme»                                                                  | Девіс                              | 0:28       |

## Персоналії

### Квінтет Майлза Девіса
- Майлз Девіс — труба
- Джон Колтрейн — тенор-саксофон
- Ред Гарленд — піаніно
- Пол Чемберс — контрабас
- Філлі Джо Джонс — барабани

Персонал Ньюпорту трек перший бонусного диску
- Майлз Девіс — труба
- Зут Сімс – тенор-саксофон
- Джеррі Малліган – баритон-саксофон
- Телоніус Монк – піаніно
- Персі Гіт – контрабас
- Конні Кей – барабани

### Продакшн
- Джордж Авакян – продюсер, примітки
- Френк Лайко – інженер
- Тео Масеро – мастеринг
- Арам Авакян, Дон Ханштайн, Денніс Сток – фотографія
- Сет Ротштейн — керівник проекту перевидання
- Боб Белден, Майкл Кускуна – продюсер перевидання
- Рей Мур – інженер перевидання
- Марк Вайлдер – інженер перевидання та мастеринг
- Рендалл Мартін – дизайн перевидання
- Говард Фріцсон – арт-директор перевидання
- Боб Блюменталь  – перевидання приміток